# Festival au Désert
Festival au Désert (Festival in de Woestijn) was sinds januari 2000 een jaarlijks concert in de woestijnoase Essakane in Mali, op twee uur rijden van Timboektoe.
Tijdens het festival werd traditionele Toearegmuziek ten tonele gebracht evenals andere muziek uit de regio, voornamelijk uit het aangrenzende Mauritanië en Niger. Verder bood het festival plaats aan dans, zwaardgevecht, kameelraces en exposities van kunstenaars.
Het festival manifesteert de Vlam van de Vrede (Flamme de la Paix) uit 1996, toen er 3000 vuurwapens publiekelijk werden verbrand als symbool voor het begin van de verzoening tussen de nomadische en sedentaire (met vaste verblijfplaats) bevolking in de zuidelijke Sahara.
Voor de Toearegband Tinariwen betekende dit in 2001 voor de eerste keer dat ze internationaal in de belangstelling stond. 
Er zijn verschillende documentaires uitgebracht over het festival, waaronder een gelijknamige Franstalige documentaire, met optredens van onder andere Tinariwen, Ali Farka Touré, Oumou Sangaré en Khaira Arby. In 2004 werd er een gelijknamige audio-cd van het concert uitgebracht.
In januari 2012 werd het festival voor de voorlopig laatste keer georganiseerd. Dit in verband met de verslechterde veiligheidssituatie in het gebied.